# 李維菁
李維菁（1969年8月20日—2018年11月13日），台湾作家、藝術評論家。記者出身，曾任中國時報副刊中心編輯部主任。

## 生平
李維菁十幾歲就開始寫作、投稿、參加各種文學比賽，已萌生文學的種子，但年近中年，才出版人生第一本小說。非中文科班出身，遲至二十多歲，負責副刊編輯的同事向她邀稿，產出數篇小說，到日後寫小說是種習慣，這又顯得冥冥中自有安排。
2010年，李維菁出版首本小說集《我是許涼涼》，即獲得台北國際書展大獎。傅月庵曾表示，「李維菁的黠慧，人人都知，把自己心中的一種純真寫出來，成就了『許涼涼』；把心中那股憤憤寫出來，造就了『徐錦文』，讓人好奇的是，七情六慾，接下來還有什麼呢？」擅長描寫都會女性心境的李維菁，在《我是許涼涼》一書出版後，掀起「少女學」討論。
2012年李維菁推出散文集《老派約會之必要》，因細膩的感情描繪，引發讀者關注。楊照評論《老派約會之必要》一書，點出李維菁所想表達的，正就是「老派愛情的終極輓歌」，在表面充滿期待希望文字背後，始終隱現閃爍著對應現實的不堪，及明知期待希望之空洞無根的悲哀。徐譽庭在近作《妹妹》的第七集，便融入李維菁小說《老派約會之必要》的文字，以之貫穿全集。
2015年發表首部長篇小說作品《生活是甜蜜》，被香港作家鍾曉陽喻為可以創造一個世界的人。並在2017年被台視偶像劇《閱讀時光2》改編為其中一集。
李維菁因熱愛藝術，進入中國時報後主跑視覺藝術。擔任記者工作的初衷是接近當代藝術，卻也因此看到許多人炒股後投資藝術品的現象，包括在藝術行政領域領低薪，卻忙打點藝術家、藝評家與收藏家工作的人們。點滴的觀察，促使她意識到藝術圈中追求排名、權力與金錢的遊戲。
李維菁在平面媒體有很好發展的時刻離開，她給了原因：「任何事情都有停損點，如果一個工作只是為了薪水，回家後只有力氣睡覺，人生不能這樣過！」這段經驗，使得她有了良好的觀察。
2017年患上癌症，並於2018年11月12日至台大醫院例行身體檢查，卻在診間突然休克。醫護人員立即急救，但延至13日凌晨離世。
逝世後，在2020年1月，她的作品《人魚紀》獲得台北國際書展小說獎。

## 作品
短篇小說
- 《我是許涼涼》

長篇小說
- 《生活是甜蜜》
- 《人魚紀》

散文
- 《老派約會之必要》
- 《有型的豬小姐》

繪本
- 與插畫家湯舒皮合作繪本《罐頭pickle！》[11]

藝術觀察與評論
- 《程式不當藝世代18》
- 《台灣當代美術大系──商品與消費》
- 《名家文物鑑藏》
- 《我是這樣想的──蔡國強》
- 《在路上-張宏圖的藝術旅程》
- 《席勒》
- 《家族盒子：陳順築》

## 他人評價
- 廖玉蕙：「李維菁的作品非常有現代感，不僅題材新穎，文字裡更體現都會女性的現代觀點。」[6]

- 徐譽庭：「你的小說都在挖掘，對女性自我的挖掘。」[7]

- 鍾曉陽：「李維菁的筆底世界是個失樂園，卻並不暗淡，反而有種造物方七日的亮麗刺激。那清醒犀利的洞察力是成人的，卻又有種透過孩童之眼觀物的新鮮好奇。」[8]

- 蔡依林在新專輯《UGLY BEAUTY》創作時，提到和已故作家李維菁的合作，兩人曾當面聊對於陰暗面的想法，其後李維菁寫了一篇短文給她，正符應了蔡依林當時的心情，還道出「非常確切就是我的感受」，而將該文特別放在專輯序曲。[12]